# Windy
Windy es el primer EP en solitario de la cantante y rapera surcoreana Soyeon, miembro del grupo (G)I-dle. Fue lanzado por Cube Entertainment el 5 de julio de 2021. Contiene cinco canciones, incluyendo el sencillo principal «Beam Beam».

## Antecedentes y lanzamiento
El 21 de mayo de 2021, el medio de comunicación surcoreano Joy News24 dio a conocer que la rapera y cantante surcoreana Soyeon, miembro del grupo pop femenino (G)I-dle haría el lanzamiento de un álbum en solitario en el mes de junio. Su agencia, Cube Entertainment, luego confirmó la noticia en una declaración separada a la Newsen, informando que «es cierto que Jeon So-yeon se está preparando para hacer un regreso en solitario», sin embargo, Cube también señaló que la fecha de lanzamiento de la nueva música de Soyeon aún no se había decidido.
El 16 de junio, a través de las redes sociales oficiales de la agencia de Soyeon, se publicó de forma oficial un primer póster promocional del nuevo álbum, dando a conocer que el título del EP sería Windy, nombre que la propia Soyeon siempre ha declarado que desde chica ha querido que sea «su nombre en inglés», y conceptualmente en una clara parodia a la cadena de comida rápida Wendy's, además de que su fecha de lanzamiento sería el 5 de julio de 2021.
El 21 de junio fue publicado un primer vídeo teaser promocional del nuevo álbum, mientras que el 23 de junio se publicó el listado de canciones que conforman el álbum, confirmando que contendría cinco canciones, todas escritas por la propia Soyeon y participando también en la composición musical de todas las pistas. Se informó que el sencillo principal se titula «Beam Beam».

## Composición y letras
Windy es un álbum lanzado desde la perspectiva del alter ego de Soyeon, «un alma libre como el viento», que contiene canciones de varios géneros y conceptos únicos. La canción de apertura «Beam Beam» es una canción de pop rock y hip hop que expresa los rayos del sol, anunciando el nacimiento de una canción veraniega de todos los tiempos. «Weather» era una canción inédita que los fans habían estado esperando, insinuada por primera vez en Face ID de Kakao TV, donde hizo una aparición en el programa. «Quit» ha sido descrita como una canción que cualquiera puede disfrutar cómodamente, mientras que «Psycho» es una canción con ritmos impresionantes. La última pista, «Is This Bad B****** Number?», junto a Bibi y la ganadora del programa High School Rapper 3, Lee Young-ji, es una canción «que muestra la química de la Generación Z», descrita en un comunicado de prensa.

## Lista de canciones
| CD / Descarga digital |                                          |                           |                        |                                 |          |  |
| N.º                   | Título                                   | Letras                    | Música                 | Arreglos                        | Duración |  |
| 1.                    | «Beam Beam» (삠삠)                       | Soyeon                    | Soyeon, Pop Time, Kako | Pop Time, Kako, Soyeon          | 2:47     |  |
| 2.                    | «Weather»                                | Soyeon                    | Soyeon, Pop Time       | Pop Time, Soyeon                | 2:45     |  |
| 3.                    | «Quit»                                   | Soyeon                    | Soyeon, Pop Time       | Pop Time, Soyeon                | 3:09     |  |
| 4.                    | «Psycho»                                 | Soyeon                    | Soyeon, Pop Time, Kako | Pop Time, Kako                  | 2:35     |  |
| 5.                    | «Is This Bad B****** Number?» (con Bibi) | Soyeon, BIBI, Lee Youngji | Soyeon, Kako, Flip_00  | Kako, Flip_00, Nathan, Pop Time | 2:45     |  |
| 14:04                 |                                          |                           |                        |                                 |          |  |

## Reconocimientos

### Listados
| Publicación  | Lista                  | Ranking | Ref.  |
| ------------ | ---------------------- | ------- | ----- |
| Genius Korea | 2021 Year-End: Top EPs | 36.º    | [ 9 ] |

## Posicionamiento en listas
| Lista (2021)         | Mejor posición |
| -------------------- | -------------- |
| Corea del Sur (Gaon) | 7              |

## Historial de lanzamiento
| País   | Fecha              | Formato                    | Sello                                |
| ------ | ------------------ | -------------------------- | ------------------------------------ |
| Varios | 5 de julio de 2021 | Descarga digital streaming | Cube Entertainment, Republic Records |
| Varios | 6 de julio de 2021 | CD                         | Cube Entertainment, Republic Records |